# Мамедов, Мамедрафи Исмаил оглы
Мамедрафи Исмаил оглы Мамедов (азерб. Məmmədrəfi İsmayıl oğlu Məmmədov; род. 4 февраля 1942, Губинский район, АзССР) — советский и азербайджанский военный и государственный деятель, министр обороны Азербайджана, генерал-лейтенант. Участник Первой карабахской войны. Министр обороны Азербайджана (1993—1995).

## Биография
Родился в Азербайджане в городе Губе. После окончания средней школы в 1959 году поступил в Губинский сельскохозяйственный техникум. В ноябре 1963 года призван в ряды Советской Армии. Служил в артиллерийском полку в Бресте.
В 1967 году окончил Тамбовское артиллерийско-техническое училище и в звании лейтенанта был направлен для дальнейшего прохождения службы в Группу советских войск в Германии.
В 1973 году старший лейтенант Мамедов поступил в Военную академию тыла и транспорта. После окончания академии в звании майора служил на Украине. В 1979 году ему было присвоено звание подполковника. Был назначен заместителем командира дивизии.
В 1982—1983 годах служил в Средней Азии в должности заместителя командира корпуса.
В 1983 году направлен командованием в Афганистан и 19 октября того же года назначен советником командира одного из корпусов Вооружённых сил Демократической Республики Афганистан.
В январе 1986 года направлен к новому месту службы в Ленинградский военный округ на должность заместителя командующего армией. В январе 1989 года был назначен заместителем начальника Академии Генерального штаба. 1 ноября 1989 года Мамедрафи Мамедову было присвоено звание генерал-майора.

2 сентября 1993 года Мамедов был назначен министром обороны Азербайджана. При Мамедове были начаты реформы в Национальной армии Азербайджана: 
2 ноября 1993 г. принято считать началом реформ в армии. Структурные изменения, кадровые чистки, планирование военных операций под единым командованием, предпочтение научным методам управления частями, освобождение армии от диверсантов и политических прихвостней вызвали оживление в ВС. Укрепление связей с общественностью, формирование новой морально-психологической атмосферы послужили искоренению в армии такого явления, как массовое дезертирство. В это время парламентом был принят ряд законодательных актов, касающихся военного строительства. Установились прямые связи между руководством государства и воюющими частями и фронтами. За короткий срок от оккупации были освобождены некоторые населенные пункты Агдамского и Физулинского районов.
 В период пребывания Мамедова на посту министра обороны было достигнуто соглашение с НКР и Арменией о прекращении огня. Также Указом Президента Азербайджана ему было присвоено воинское звание генерал-лейтенант.
В феврале 1995 года генерал-лейтенант Мамедрафи Мамедов вышел в отставку.